# Цеплице-Слёнске-Здруй
Цепли́це-Слёнске-Здруй (пол. Cieplice Śląskie-Zdrój) — бальнеогрязевой и климатический курорт на юго-западе Польши, в Нижнесилезском воеводстве.

## География
Курорт расположен в предгорьях Крконоше, на высоте 350 м, на берегу реки Каменна (бассейн Одры), недалеко от города Еленя-Гура. Зима в этой местности мягкая (средняя температура января −2 °С), лето тёплое (средняя температура июня 15 °С). Годовое количество осадков составляет около 700 мм. 

## Курорт
Как курорт Цеплице-Слёнске-Здруй известен с начала XV века. Здесь сохранились архитектурные памятники XVII—XIX веков. На территории курорта действуют 6 термальных минеральных (до 44 °С) источников, сульфатно-гидрокарбонатно-хлоридно-натриевые воды которых содержат кремниевую кислоту и применяются для купаний в бассейнах, ванн, орошений, ингаляций и питья. Лечение торфяной грязью.